# Oddział Aleksandra Szaniawskiego

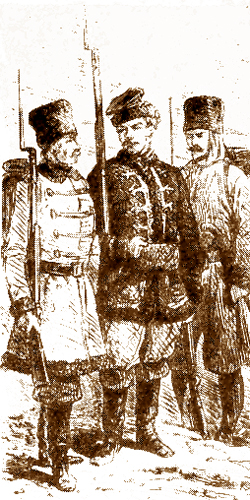
Fizylier

Oddział Aleksandra Szaniawskiego – partia powstańcza kosynierów, a następnie jazdy okresu powstania styczniowego.
Oddział został sformowany na terenie Podlasia. Organizatorem grupy, a później całego oddziału powstańczego, był Aleksander Szaniawski, syn Jana i Anieli.
W skład jego partii powstańczej weszli pracownicy rolni z jego rodzinnego majątku ziemskiego w Krasówce, gmina Łomazy, a nawet jego żona Laura (Aleksandra) z Grabowskich Szaniawska.

## Przygotowania do powstania
Zgodnie z planem akcji powstańczej terenie powiatu bialskiego jednocześnie miały zostać zaatakowane: Kodeń, Łomazy, Rossosz i sama Biała Podlaska.

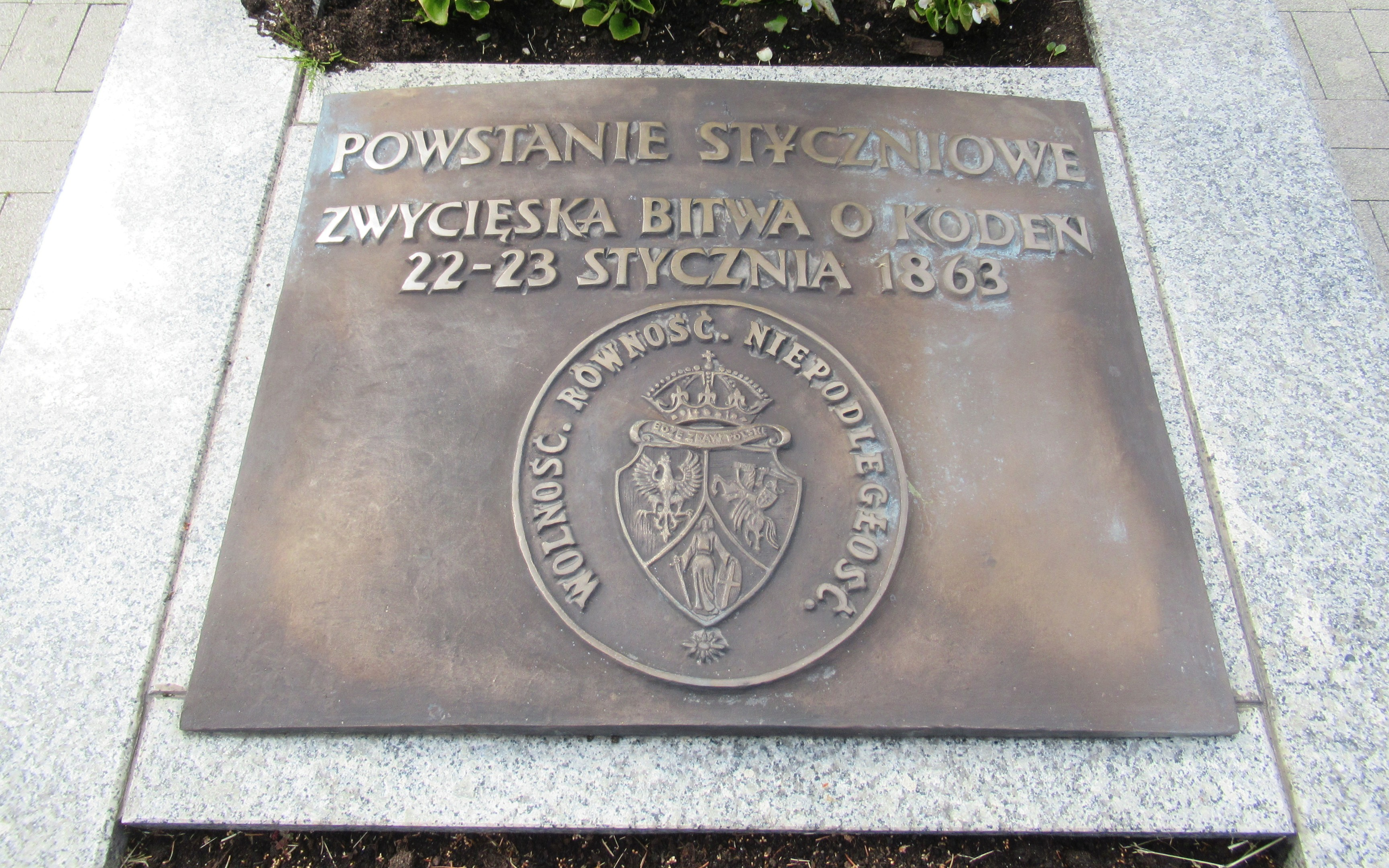
Tablica na mogile powstańców upamiętniająca bitwę pod Kodniem

W styczniu 1863 w Łomazach stacjonował II szwadron Smoleńskiego Pułku Ułanów. Sztab tego pułku wraz z III szwadronem ułanów stacjonował w Międzyrzecu Podlaskim. Dwa pozostałe szwadrony były we Włodawie i w Wisznicach. II szwadronem w Łomazach dowodził rtm. Zjachtanow, a liczbę ułanów szacowano na ponad 200 ludzi.
W dniu wybuchu powstania atakiem na Łomazy dowodzić miał Gustaw Nowakowski z mieszczanami z Łomaz i częścią sił powstańczych z Huszczy i Wisek. Na Rossosz miał uderzyć Leopold Czapiński z mieszczanami z Rossoszy oraz pozostałą szlachtą z Huszczy i Wisek. Oddziały te po pomyślnie zakończonym ataku miały pomaszerować na Białą Podlaską.
Ostatecznie to Aleksander Szaniawski z własną grupą powstańczą pokierował napadem na Łomazy. Jego zastępcą był Leopold Czapiński.

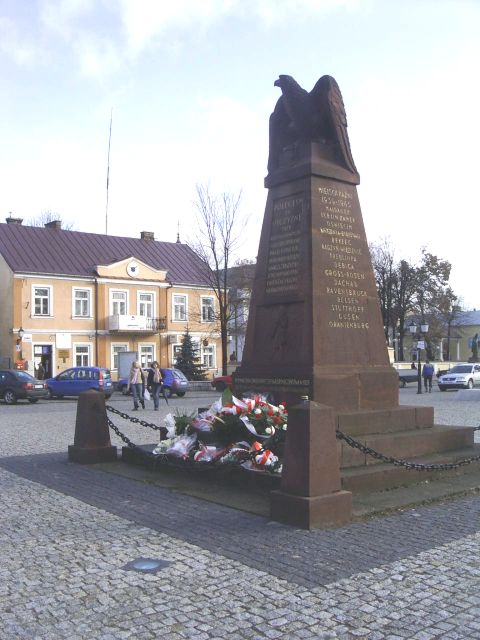
Międzyrzec – Pomnik Bohaterów Miasta

Do sztabu dowódczego należał też ksiądz, administrator kościoła rzymskokatolickiego w Huszczy, Walenty Nawrocki, który przywiódł ze sobą szlachtę z Wisek i Huszczy i pełnił jednocześnie funkcje zwiadowcze. Ze Studzianki przybyli Maciej Tupalski i Okmiński wraz z grupą Tatarów.

## Działania zbrojne
Całość sił wyniosła 250 ludzi. W chwili wybuchu powstania Rosjanie byli całkowicie zaskoczeni i nawet nie próbowali podjąć walki. Opuścili w pośpiechu Łomazy, kierując się na Białą i Międzyrzec.
Oddział Szaniawskiego tuż po zdobyciu Łomaz wycofał się do Huszczy. Tam też 23 stycznia 1863 przybył Roman Rogiński – naczelnik wojskowy powiatu bialskiego. Na jego polecenie powstańcy udali się do Zalesia, niszcząc po drodze most na Krznie. Po krótkim postoju w pobliżu Zalesia ponownie udali się do Łomaz. Tam stoczyli drugą bitwę z Rosjanami formując nowy oddział powstańczy w liczbie 100 żołnierzy złożony z okolicznej szlachty i z oddziału Ludwika Krasowskiego, przybyłego z rejonu Włodawy.
27 stycznia 1863 Szaniawski dotarł do Janowa Podlaskiego, do zgrupowania Romana Rogińskiego. Rogiński mianował go pułkownikiem i powierzył mu dowodzenie oddziałem strzelców w sile 2 kompanii – około 300 ludzi. 1 lutego Szaniawski razem z Rogińskim walczył pod Białką koło Białej Podlaskiej, 4 lutego pod Niemirowem i 7 lutego pod Siemiatyczami. Ta ostatnia bitwa zakończyła się klęską powstańców. Pododdziały R. Rogińskiego wycofały się w kierunku Puszczy Białowieskiej.
Rogiński razem z około 150 powstańcami pozostał w Puszczy Białowieskiej, zaś pułkownicy Walenty Lewandowski i Aleksander Szaniawski z oddziałem liczącym 12 jeźdźców i około 70 piechurów ruszyli w rejon Białej Podlaskiej. 13 lutego przekroczyli Bug w okolicy wsi Zabuże. W tym miejscu Lewandowski powierzył Szaniawskiemu dowództwo nad oddziałem i jednocześnie mianował go naczelnikiem wojskowym powiatu Biała Podlaska.
14 lutego płk Szaniawski zaatakował II kompanię Rewelskiego Pułku Piechoty pod Woskrzenicami, gdzie Rosjanie bronili mostu na Krznie na drodze Terespol – Biała Podlaska. Szaniawski zdobył most, ale w obawie przed odsieczą z Białej ukrył się z oddziałem w pobliskich lasach.

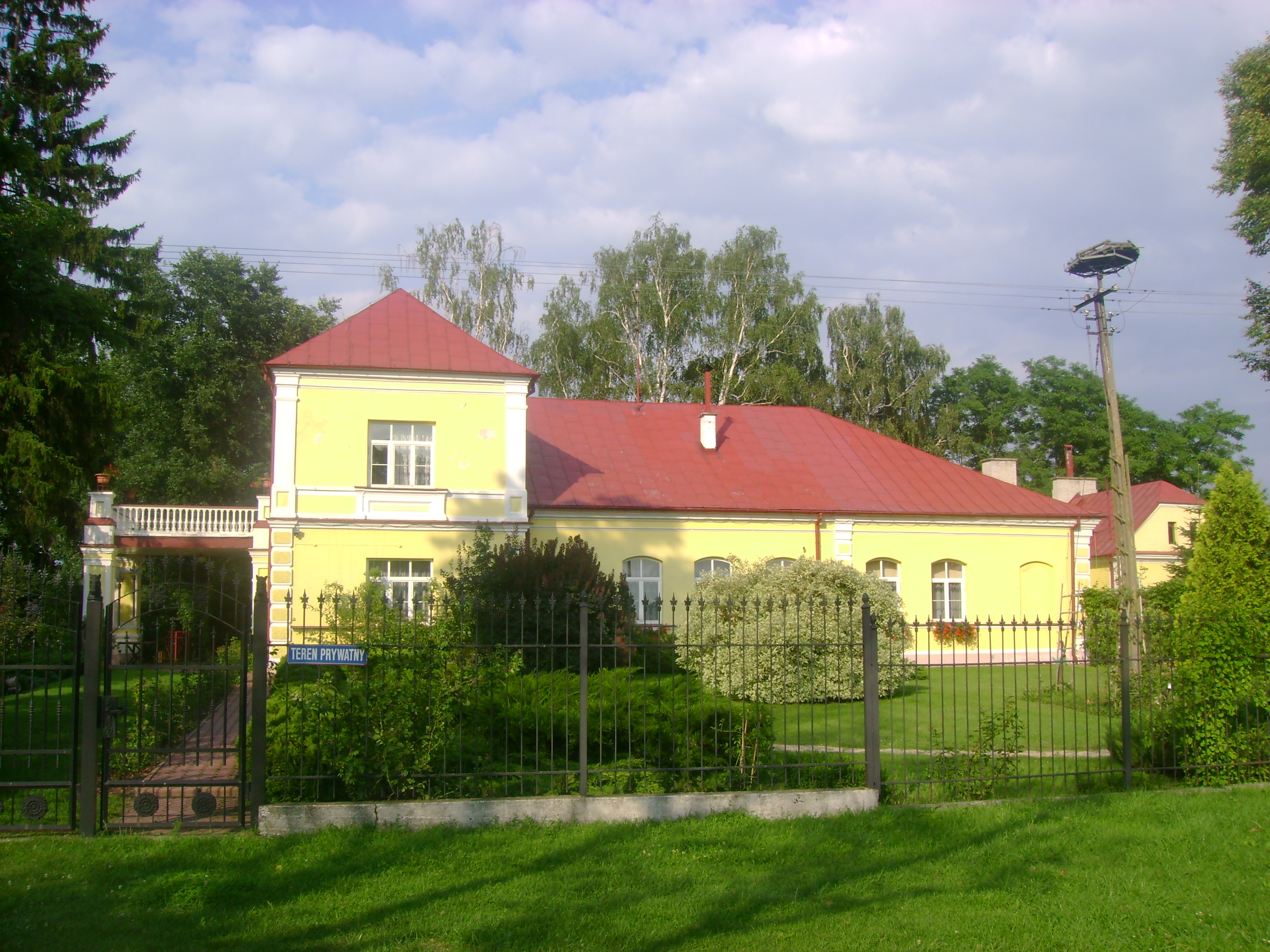
Dwór we wsi Zabuże

20 lutego Szaniawski i Lewandowski dotarli do Witoroża, gdzie łączą się z oddziałem kpt. Karola Krysińskiego.
23 lutego 1863 około godz. 13 w czasie potyczki pod wsią Sycyna dowódca oddziału zginął. Miał 43 lata.
Rozproszeni po bitwie żołnierze zostali zebrani przez płk. Lewandowskiego, który oddał ich pod komendę swojego adiutanta, kpt. Karola Krysińskiego. Ich dalszy szlak bojowy to powiat łukowski, Sosnowica, Motwica, Rossosz, Witoroż, Kąkolewnica i wreszcie Gręzówka pod Łukowem, gdzie 13 marca oddział liczący około 250 powstańców stoczył bitwę z Rosjanami. Następnego dnia odbyła się bitwa pod Staninem, 15 marca w rejonie wsi Osicze, 22 marca pod Garwolinem i 24 marca pod Różą (tu Lewandowski dostał się do niewoli).
Powstańcy oddziału Szaniawskiego, którymi dowodził Karol Krysiński, przedostali się w rejon powiatu bialskiego, gdzie połączyli siły z oddziałem Aleksandra Czarnieckiego „Bończy”. Wspólnie stoczyli bitwy 15 kwietnia pod Wólką Plebańską i 6 maja 1863 pod Międzyrzecem Podlaskim.
Ostatnia bitwa powstania styczniowego w okolicy Łomaz miała miejsce 16–17 listopada 1863. Powstańcy oddziału Szaniawskiego byli po niej nieludzko torturowani, wielu z nich zabito albo zesłano na Sybir.